# Ríg

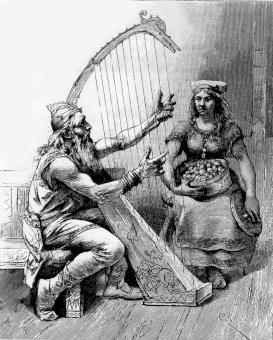
Heimdall o Ríg

Ríg o Rígr  è una divinità norrena descritta nell'Edda poetica come "vecchio e saggio, potente e forte" (norreno Rígsþula - Canto di Ríg). L'introduzione in prosa racconta che Ríg è un altro nome per Heimdall, il quale è chiamato padre dell'umanità nel Vǫluspá.
Rig vagando per Miðgarðr divenne il progenitore ancestrale delle tre classi della società umana: il più giovane dei quali, Jarl il Principe, originò a sua volta Kon il Giovane (in norreno "Kon ungr"), considerato come il primo re ("konungr") immortale. Il terzo Ríg fu il primo vero monarca e definitivo fondatore dello stato, come appare nella Rígsthula e nelle due altre opere collegate.
In tutte e tre le fonti il dio è connesso con due primitivi re danesi, chiamati Danr e Danþír.